# Катальпа прекрасная
Катальпа прекрасная (лат. Catalpa speciosa) — вид листопадных деревьев семейства Бигнониевые, произрастающих в юго-восточной части Северной Америки. В США её называют «катальпой северной», так как в природе она растёт несколько севернее второй американской катальпы — катальпы бигнониевидной («катальпы южной»).
Данный вид является самым морозостойким среди всех катальп. В России он давно выращивается на юго-западе Европейской части, но иногда применяется в озеленении и в центральных регионах Средней полосы.

## Распространение и экология
Произрастает в США. В начале колонизации Америки имела небольшой ареал в центре бассейна реки Миссисипи, однако есть свидетельства, что раньше её ареал был гораздо шире. Сейчас благодаря активному культивированию и самопроизвольному расселению в природе ареал расширился до предполагаемых прежних размеров и даже больше.
Катальпа светолюбива и любит влажные хорошо дренированные почвы, но мирится и с полутенью и с сухими или с заболоченными почвами.

## Ботаническое описание

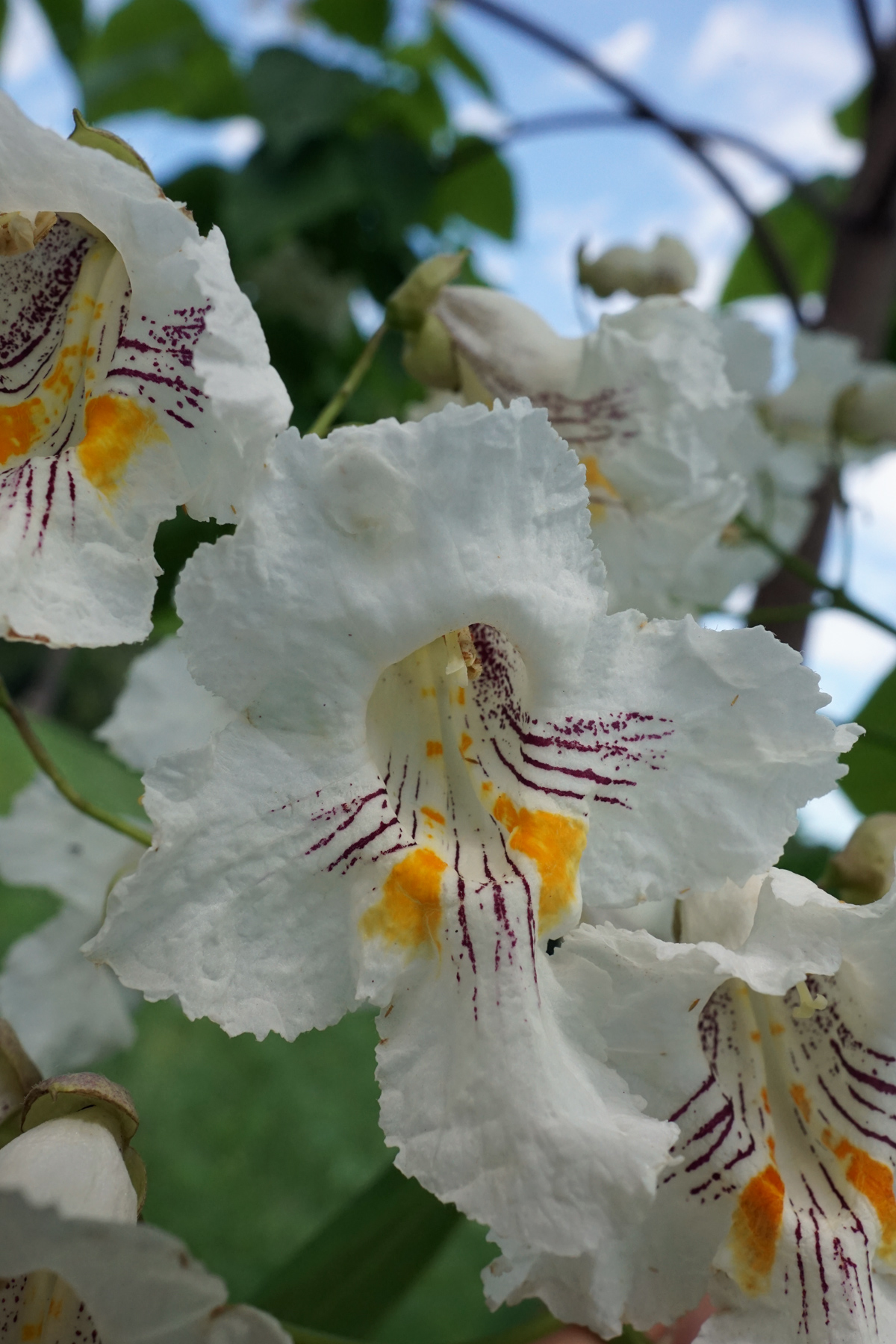
Цветки катальпы прекрасной имеют меньшую концентрацию пурпурных точек, чем цветки катальпы бигнониевидной

Листопадное дерево высотой до 30 м со стволом диаметром до 1 м. Крона от раскидистой округлой, до узкой овальной. Продолжительность жизни до 200 лет, но обычно значительно меньше.
Кора одновременно трещиноватая и чешуйчатая. У взрослых деревьев имеет толщину 2—2,5 см. У молодых растений она тонкая и легко повреждается.
Листья яйцевидные или яйцевидно-продолговатые, с цельным краем, сердцевидным или округлым основанием и заострённой верхушкой, без лопастей, длиной 15—30 см, шириной 8—20 см. Верхняя гладкая часть листа темнее нижней опушённой. В отличие от катальпы бигнониевидной листья не издают резкого запаха при растирании. Расположены листья попарно супротивно на крупных ветвях и в мутовках по три на молодых побегах. Распускаются листья очень поздно и очень рано опадают. Осенью листья окрашиваются в жёлтый цвет.
Цветки однодомные обоеполые, собраны в крупные стоячие соцветия размером 15—25 см. Венчик колоколообразный, состоит из пяти сросшихся лепестков, разделяющихся на краю на пять лопастей с бахромчатыми краями, имеет длину и ширину до 5 см. Основная окраска цветков белая, но внутри венчика имеются оранжевые пятна и пурпурные точки, присутствующие в гораздо меньшем количестве, чем у катальпы бигнониевидной. Цветение происходит в начале лета. Зацветает катальпа прекрасная раньше бигнониевидной. Цветки ароматные и обладают хорошими медоносными качествами.
Плоды представлены линейными двустворчатыми коробочками с перегородкой внутри, длиной 20—60 см, шириной около 1,5 см. Внешне плоды похожи на стручки или бобы. Внутри плодов содержатся вытянутые почти плоские семена с волосками на концах, играющими роль крыльев. Длина семян без учёта волосков 15—25 мм, ширина 4—5 мм, длина с волосками до 50 мм. В 1 кг содержится примерно 45 тысяч семян. Плоды созревают осенью, остаются на дереве зимой и высыпают семена весной. Нередко они опадают целиком вместе с семенами. Плоды и семена существенно более крупные, чем у катальпы бигнониевидной.

## Значение и применение
Как и другие катальпы, данный вид обладает очень высокими декоративными качествами благодаря очень крупным листьям, большим цветкам, собранным в крупные стоячие соцветия, и необычным длинных плодам, украшающим дерево зимой.
Катальпа прекрасная является самой морозостойкой катальпой, подходит для выращивания в 4 USDA-зоне (до −34.4 °C). В ГБС РАН в Москве подмерзание ограничивается лишь однолетними побегами (зимостойкость II(III)).
Древесина лёгкая, мягкая, по физическим характеристикам близка к древесине ивы белой, но имеет меньшую прочность на сжатие. Цвет ядра от серовато-коричневого до золотисто-коричневого. Заболонь бледно-серого цвета, очень узкая. Внешне древесина напоминает древесину ясеня. Древесина имеет слабый пряный запах и довольно высокую устойчивость к гниению, хорошо выдерживает прямой контакт с землёй. Используется в столярных работах и в качестве столбов для забора. Хорошо подходит для резьбы по дереву, имея преимущество перед липой в большей устойчивости на открытом воздухе.
Катальпа прекрасная славится медоносными качествами. Она цветёт около трёх недель, и каждый её цветок выделяет до 15 мг нектара в сутки.

## Галерея
|                                                    |  |  |  |  |
| Слева направо: кора, лист, соцветие, плоды, семена |  |  |  |  |